# جيمس إس. وادزورث
جيمس إس. وادزورث (بالإنجليزية: James S. Wadsworth)‏ هو ضابط أمريكي، ولد في 30 أكتوبر 1807 في جينيسيو في الولايات المتحدة، وتوفي في 8 مايو 1864 في مقاطعة سبوتسيلفانيا في الولايات المتحدة.